# Lothar Abel
Lothar Abel naît le 15 février 1841 à Hietzing et meurt le 24 juin 1896 à Vienne. Il est paysagiste et architecte austro-hongrois.

## Biographie
Lothar Abel naît de Ludwig Abel et Josephine Abel née Heller à Hietzing le 15 février 1841. À partir de 1857, il étudie l'architecture à l'institut polytechnique de Vienne et à partir de 1861 à l'Académie des Beaux-Arts de Vienne sous la direction d'Eduard van der Nüll, August Sicard von Sicardsburg et Carl Roesner (de). À partir de 1868, il enseigne le dessin et l'art des jardins à la Österreichische Gartenbau-Gesellschaft (de) et à partir de 1877, il est privatdozent à la BOKU (de) En 1873, il épouse Mathilde Schneider. Il voyage dans quelques pays européens pour aller dans les parcs et jardins les plus prestigieux.
Sa vision est que l'architecture extérieure, l'intérieur et l'aménagement du jardin soient une seule unité. L'une de ses œuvres les plus notables est le palais Chotek, marqué par la Renaissance française. Il se heurte cependant à de nombreux refus à Vienne, insistant trop sur la symétrie, la régularité et le respect de proportions équilibrées. Cela ne l'empêche pas, par la suite, de compter parmi les principaux architectes paysagistes de Vienne, notamment grâce à ses constructions de serres, par exemple celles du jardin botanique de l'université de Vienne. Il publie également des articles spécialisés dans le Wiener Illustrirten Garten-Zeitung.
En 1872, il est décoré Chevalier de l'ordre de François-Joseph.